# Prix d'Académie
Les prix d’Académie sont des prix de l'Académie française. Attribués à intervalles irréguliers depuis 1885, ils sont annualisés depuis 1970 par la fondation Le Métais-Larivière.
« Destinés à récompenser des ouvrages d’importance particulière, ou l’ensemble d’une œuvre », ils sont remis annuellement dans le domaine de la littérature.
Le lauréat reçoit une médaille de vermeil et un prix de montant variable.